# Моранж
Моранж (фр. Morhange, нем. Mörchingen) — коммуна и город на северо-востоке Франции, регион Гранд-Эст (бывший Эльзас — Шампань — Арденны — Лотарингия), департамент Мозель.

## Географическое положение
Коммуна Моранж находится на крайнем востоке Франции, в кантоне Гростенкуэн округа Форбак, в департаменте Мозель региона Лотарингия. Город Моранж лежит на середине пути между Нанси и Саарбрюккеном, на расстоянии в 50 километров от Нанси, Меца и Саарбрюккена.

## История
Территория вокруг Моранжа была заселена человеком ещё в доисторические времена. Через неё во время римского владычества проходили торговые пути. В Средневековье название поселения неоднократно менялось (Morehenges, Morchingen, Morhanges). Во время Тридцатилетней войны городок был полностью разрушен. В 1871-1918 годах город входил в состав Германской империи, здесь стоял прусский гарнизон. В 1901 году в Моранже была возведена одна из двух построенных в земле Эльзас-Лотарингия башен Бисмарка (разрушена французами в 1918 году). В окрестностях городка, в начале Первой мировой войны, в рамках Пограничного сражения 6-я германская армия нанесла тяжёлое поражение 2-й французской армии под командованием генерала Н. де Кастельно. В Моранже сохраняется большое немецкое военное кладбище времён той войны (около 5 тысяч похороненных). По итогам Первой мировой войны в 1918 году Моранж, как и вся Лотарингия, был возвращён Франции. Во время Второй мировой войны, в 1940-1944 годах, территория коммуны вновь входила в состав Германии. Находившийся в Моранже после окончания Второй мировой войны французский приграничный гарнизон в 1992 году был выведен из города.

## Города-партнёры
- Фойхтванген, Германия